# Côte de Cancale à Paramé
Côte de Cancale à Paramé este o arie protejată (sit de importanță comunitară — SCI) din Franța întinsă pe o suprafață de 1.747 ha, din care 61 % marine.

## Localizare
Centrul sitului Côte de Cancale à Paramé este situat la coordonatele 48°41′24″N 1°54′12″W / 48.69°N 1.90333°V.

## Înființare
Situl Côte de Cancale à Paramé a fost declarat arie specială de conservare în baza directivei 92/43 din 1992 referitoare la conservarea habitatelor naturale și a faunei și florei sălbatice pentru a proteja 3 specii de plante și 12 specii de animale.

## Biodiversitate
Situată în ecoregiunea atlantică, aria protejată conține 19 habitate naturale: Liziere de ierburi înalte hidrofile de câmpie și de nivel montan până la alpin, Dune de coastă fixe cu vegetație erbacee („dune gri”), Pante stâncoase silicioase cu vegetație casmofită, Dune mobile de-a lungul țărmului cu Ammophila arenaria („dune albe”), Păduri de fag Asperulo-Fagetum, Recifuri, Faleze cu vegetație de pe coastele atlantice și baltice, Vegetație anuală la limita mareei, Salicornia și alte specii anuale care populează regiunile mlăștinoase și nisipoase, Dune mobile cu vegetație embrionară, Tufărișuri halo-nitrofile (Pegano-Salsoletea), Terase mlăștinoase și terase nisipoase neacoperite de apă la reflux, Pășuni atlantice udate de apa mării (Glauco-Puccinellietalia maritimae), Ape stătătoare oligotrofe până la mezotrofe, cu vegetație de Littorelletea uniflorae și/sau de Isoëto-Nanojuncetea, Ape oligotrofe din câmpii nisipoase, cu un conținut foarte redus de minerale (Littorelletalia uniflorae), Pajiști uscate europene, Peșteri marine scufundate complet sau parțial, Bancuri de nisip acoperite în permanență slab de apă marină, Păduri pe pante, grohotișuri și ravene de Tilio-Acerion.
La baza desemnării sitului se află mai multe specii protejate:
- plante (3): Coleanthus subtilis, Luronium natans, Rumex rupestris
- mamifere (9): liliac cârn (Barbastella barbastellus), Halichoerus grypus, liliac cu urechi mari (Myotis bechsteinii), liliac cărămiziu (Myotis emarginatus), liliac comun (Myotis myotis), focă obișnuită (Phoca vitulina), liliacul mare cu potcoavă (Rhinolophus ferrumequinum), liliacul mic cu potcoavă (Rhinolophus hipposideros), delfin mare (Tursiops truncatus)
- nevertebrate (3): Coenagrion mercuriale, Elona quimperiana, rădașcă (Lucanus cervus)

Pe lângă speciile protejate, pe teritoriul sitului au mai fost identificate 4 specii de plante, 1 specie de păsări, 2 specii de reptile.